# East West Bank Classic 2007

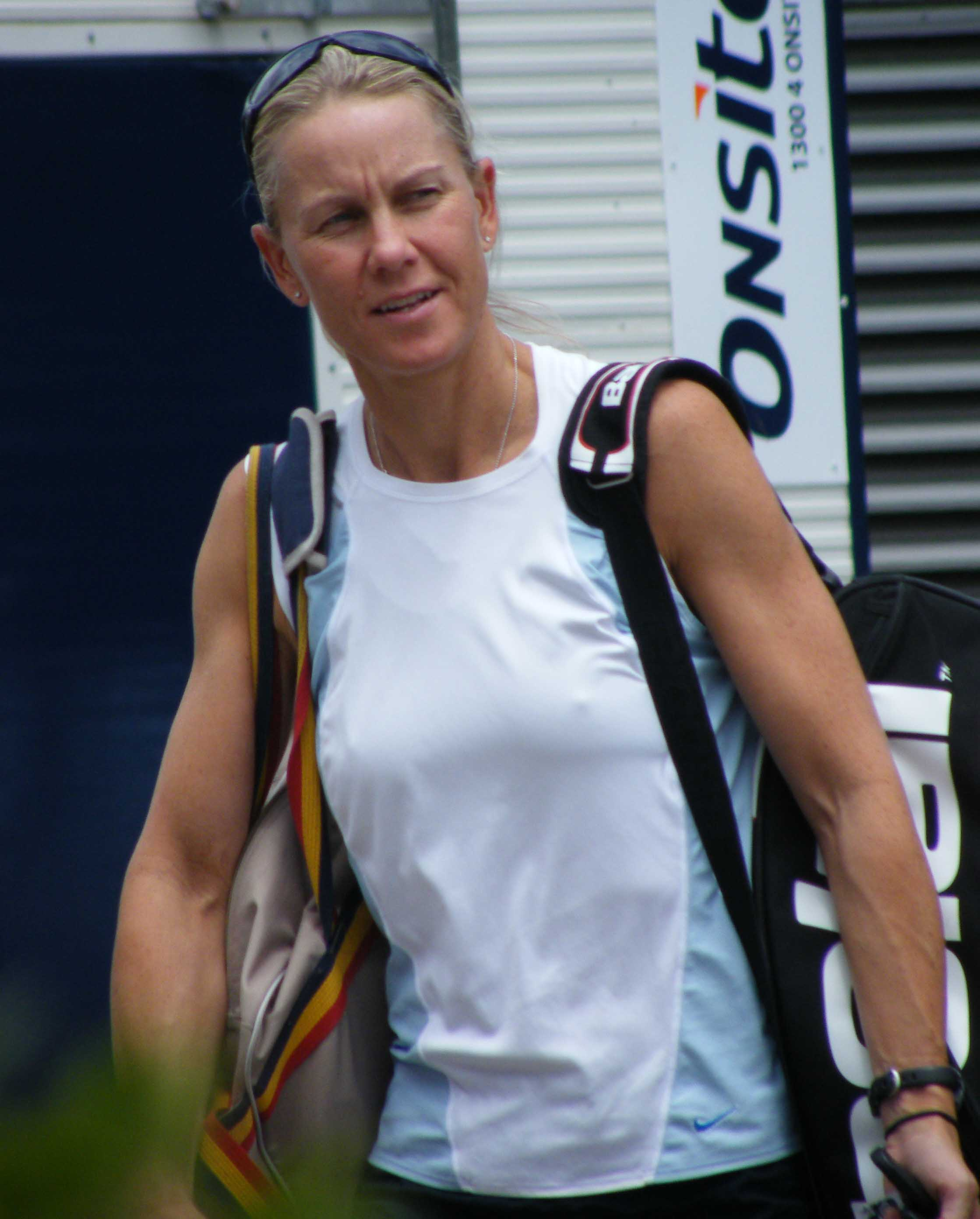
Чемпионка парного турнира — Ренне Стаббз из Австралии.

East West Bank Classic 2007 — ежегодный женский профессиональный теннисный турнир 2-й категории WTA.
Соревнование традиционно проводится на открытых хардовых кортах в Карсоне, штат Калифорния, США.
Турнир прошёл с 6 по 12 августа в 34-й раз в общей истории.
Прошлогодние победители:
- в одиночном разряде —  Елена Дементьева
- в парном разряде —  Вирхиния Руано Паскуаль и  Паола Суарес

## Соревнования

### Одиночный турнир
Ана Иванович обыграла  Надежду Петрову со счётом 7-5, 6-4.
- Иванович выигрывает 2-й титул в сезоне и 4-й за карьеру в туре ассоциации.
- Петрова уступает 2-й финал в сезоне и 8-й за карьеру в туре ассоциации.

### Парный турнир
Квета Пешке /  Ренне Стаббз обыграли  Алисию Молик /  Мару Сантанджело со счётом 6-0, 6-1.
- Пешке выигрывает 1-й титул в сезоне и 9-й за карьеру в туре ассоциации.
- Стаббз выигрывает 1-й титул в сезоне и 56-й за карьеру в туре ассоциации.